# Plexippus auberti
Plexippus auberti là một loài nhện trong họ Salticidae.
Loài này thuộc chi Plexippus. Plexippus auberti được Roger de Lessert miêu tả năm 1925.